# Profi
Ein Profi, Kurzwort von veraltet Professionist, ist jemand, der im Gegensatz zum Amateur oder Dilettanten eine Tätigkeit beruflich oder zum Erwerb des eigenen Lebensunterhalts als Erwerbstätigkeit ausübt.
Der Begriff Professionalität, vor allem das Adjektiv professionell, wird auch als Kennzeichnung der Art der Ausübung einer Tätigkeit verwendet, vielfach unabhängig davon, ob dies gegen Bezahlung geschieht. Dieser Begriff wird ebenfalls zur Beschreibung der Qualität eines Produktes verwendet, insbesondere die Eignung als zuverlässiges Werkzeug zur Berufsausübung (beispielsweise professionelle Software).

## Profi und Professionalität
Im Allgemeinen erwartet man von einem Profi eine formale Qualifikation und eine höhere Leistung als von einem Amateur.
Einem Profi werden professionelle Eigenschaften zugesprochen. Die Vorstellungen von Professionalität gehen im Allgemeinen mehr oder weniger weit über festgeschriebene berufliche Anforderungen hinaus: Von einer Person wird ein erhöhtes Maß an Kenntnissen, Fertigkeiten und Fähigkeiten, eine besondere Problemlösungskompetenz sowie eine angemessene Balance von Nähe und Distanz in der Beziehungsgestaltung erwartet, wenn sie – unabhängig von der Tatsache, dass sie über ihre Tätigkeit Einkünfte bezieht – als „Profi“ bezeichnet wird. Der Begriff impliziert auch eine Rollenerwartung. Dabei bezeichnet der Begriff solche Fähigkeiten, Kenntnisse oder Verhaltensweisen, die man in Bezug auf die Ausübung oder Durchführung einer Tätigkeit von einer Person (einem „Profi“) erwarten könnte, für die diese Tätigkeit den Schwerpunkt der beruflichen Arbeit bildet:
- die Fachkenntnis einer Fachkraft (in Abgrenzung zum Laientum oder auch zur umgangssprachlichen Verwendung des Begriffs Dilettant) und daraus folgend das Wissen um die Konsequenzen des eigenen beruflichen Handelns („Ein Profi weiß, was er tut.“) sowie die Fähigkeit zur Ablehnung von Aufgaben, die aufgrund der eigenen Fähigkeiten nicht mit ausreichender Qualität bearbeitet werden können (Kenntnis der eigenen Fähigkeiten und Grenzen)
- das Können (beispielsweise das professionelle Spiel eines Musikers)
- die Ausführung einer Tätigkeit durch Personen, die für diese eine zertifizierte Ausbildung nachweisen können und deren Berufsausübung bestimmte Qualitätsmerkmale aufweist und/oder durch eine Berufsordnung (etwa das Berufsrecht der freien Berufe) geregelt ist. Hierzu zählen ggf. auch Anforderungen an die Fortbildung und zusätzlich im psychosozialen Bereich ggf. der Einsatz von Supervision.

Der Ausdruck „sehr professionell“ oder „ausgesprochen professionell“ gilt als Kompliment für Handeln und Verhalten, das sich an besonders hohe Maßstäben messen kann und mit bestimmten Charaktereigenschaften – vielfach um eine Mischung aus Primär- und Sekundärtugenden – in Bezug gebracht wird. Vor allem der Umgang mit kritischen Situationen wird dabei ins Auge gefasst. Als diesbezügliche Charaktereigenschaften werden bisweilen Verlässlichkeit, Anstand, Fairness, Loyalität, Integrität oder Pflichtgefühl genannt, oder auch Zivilcourage im Sinne einer Bereitschaft, zu eigenen Überzeugungen zu stehen.

## Profi und Amateur im Sport
Sportler, die ihre Einkünfte in der Hauptsache aus ihrer Sportart beziehen, werden als Berufssportler, kurz (umgangssprachlich) Profisportler bzw. Profi oder Pro genannt. So gibt es Fußballprofis (siehe Profifußball), Tennisprofis usw. (siehe Profisport). Während in der Geschichte des Sports bis 1981 zwischen olympischen Amateuren und Profis unterschieden wurde, gibt es seit der Zeit meist gemischte Formen, da die meisten wie ein Kleinunternehmer verschiedene Einkommensformen mischen müssen.